# Dendrophthoe homoplastica
Dendrophthoe homoplastica là một loài thực vật có hoa trong họ Loranthaceae. Loài này được (Blakeley) Danser mô tả khoa học đầu tiên năm 1929.